# Villorceau
Villorceau é uma comuna francesa na região administrativa do Centro, no departamento Loiret. Estende-se por uma área de 9,53 km². Em 2010 a comuna tinha 1 138 habitantes (densidade: 119,4 hab./km²).